# 布盧里奇 (伊利諾伊州)
布盧里奇（英語：Blue Ridge）是位於美國伊利諾伊州皮亞特縣的一個非建制地區。該地的面積和人口皆未知。

## 地理
布盧里奇的座標為40°26′04″N 88°29′17″W / 40.43444°N 88.48806°W，而該地的平均海拔高度為240米（即787英尺）。